# Yala
Yala (thailändisch ยะลา, malaiisch Jolor) ist eine Großstadt (เทศบาลนครยะลา) in der thailändischen Provinz Yala. Sie ist die Hauptstadt des Landkreises (Amphoe) Mueang Yala und die Hauptstadt der Provinz Yala im äußersten Süden der Südregion von Thailand.
Die Großstadt Yala hat 62.110 Einwohner. (Stand 2012)

## Geographie
Yala liegt am Nordrand der gleichnamigen Provinz, etwa 40 km landeinwärts an der Schnellstraße 410, die das am Golf von Thailand gelegene Pattani mit der Südspitze Thailands (Amphoe Betong) verbindet und das Stadtgebiet von Yala von Norden nach Süden als Thanon Siroros durchläuft. Der Mae Nam Pattani (Pattani-Fluss) umfließt die Stadt an ihrem Westrand.
Die Umgebung der Stadt besteht aus mit tropischem Regenwald bedecktem Bergland, auch auf der nach Süden verlaufenden Ebene ragen zahlreiche Kalkfelsen hervor.
Das Klima ist wie in der gesamten Südregion Thailands tropisch-monsunal, infolge der Nähe zum Äquator kann es – mit Ausnahme der trockenen Monate Februar, März und April – das ganze Jahr über zu bedeutenden Regenfällen kommen.

## Bevölkerung und Stadtanlage
Yala ist eine geschäftige Handelsstadt, deren Bevölkerung hauptsächlich aus muslimischen Malaien und chinesischstämmigen Thailändern besteht. Unter den religiösen Gruppen stellten bei der letzten Zählung im Jahr 2016 die Buddhisten eine knappe Mehrheit von 51,77 %, zum Islam bekannten sich 48 %. Im Umland der Stadt ist dieses Verhältnis umgekehrt.
Verwaltungstechnisch ist das Stadtgebiet auf den Tambon Sateng beschränkt, der ca. 60.000 Einwohner zählt, das Siedlungsgebiet dehnt sich jedoch zunehmend in Richtung Osten und Süden in den angrenzenden Tambon Sateng Nok aus, in dem weitere rund 30.000 Menschen leben.

Blick über Yala nach Südosten mit dem Stadtpark im Bildvordergrund

Die heutige Anlage der Stadt ist stark durch städtebauliche Maßnahmen der vergangenen Jahrzehnte geprägt: Zu diesen zählen die Anlage eines weitläufigen Stadtparks (Suan Khwan Mueang, eröffnet 1986) an einem künstlichen See, die Errichtung von zahlreichen Verwaltungsgebäuden an einem doppelten Kreisverkehr rund um den Stadtpfeiler-Schrein, sowie die Errichtung von Bildungseinrichtungen (u. a. Yala Rajabhat-Universität, gegründet 2004) entlang der Phiphit-Phakdi-Straße, die diesen Verwaltungsbezirk mit dem Bahnhof verbindet.
Parallel zur Phiphit-Phakdi-Straße verläuft die verkehrsreiche Siroros-Straße, an der mit der privaten Siroros-Klinik und dem staatlichen Yala Hospital zwei für die Gesundheitsversorgung der die Stadt umgebenden Provinz wichtige Krankenhäuser liegen.
Zwischen Phiphit-Phakdi-Straße und Siroros-Straße befindet sich, dem Bahnhof in Richtung Südwesten vorgelagert, das sino-thailändisch geprägte Geschäftszentrum der Stadt, ein durch Militärpräsenz geschützter Bereich, in dem sich die nicht-muslimische Jugend abends in Bierbars und Musiklokalen vergnügt.
Das übrige Stadtgebiet, insbesondere das Viertel nördlich der Bahnlinie, das auch die Zentralmoschee beheimatet, sowie der bevölkerungsreiche Tambon Sateng Nok im Osten bzw. Südosten, sind muslimisch geprägt.

## Wirtschaft und Verkehr
Hauptwirtschaftszweig ist der Handel mit Malaysia, der fest in chinesischer Hand ist. Daneben wird Kautschuk angebaut und weiter verarbeitet.
Yala besitzt einen Bahnhof an der Südbahn, die Bangkok mit Malaysia verbindet. Der entsprechende Streckenabschnitt Hat Yai Junction – Yala – Su-ngai Kolok wurde 1921 eröffnet und wird nach wie vor eingleisig geführt, er ist dadurch besonders verspätungsanfällig. Aktuell verkehren auf dieser Strecke täglich 14 Personenzüge, 6 davon werden als Fernreisezüge von bzw. nach Bangkok geführt.
Von den beiden Busterminals der Stadt verkehren Minibusse nach Hat Yai und Pattani sowie Reisebusse nach Betong. Weitere Ziele in der Region werden mit Vans angefahren.

## Sehenswürdigkeiten
- Wat Khuha Phimuk (วัดคูหาภิมุข, auch Wat Na Tham) – 1200 Jahre alter Felsentempel am Stadtrand mit einer fast 25 Meter langen liegenden Buddha-Statue in einer nahe gelegenen Höhle.
- Lak Mueang – Schrein für den sogenannten "Stadtpfeiler" (Sao Lak Mueang), eine Weihestätte für die guten Stadtgeister, die Stadt und Bevölkerung schützen sollen.
- Die Zentralmoschee der Stadt existiert seit über einem Jahrhundert an ihrem jetzigen Standort an der Siroros-Straße im Norden der Stadt. Sie wurde während der japanischen Invasion Thailands im Dezember 1941 beschädigt und nach Kriegsende wieder aufgebaut. Der heutige Bau mit einer charakteristischen türkisgrünen Kuppel wurde im Jahr 1984 fertiggestellt.

## Söhne und Töchter der Stadt
- Aitipol KaewKeaw (* 1988), Fußballspieler
- Nuttanon Kadchapanan (* 1993), Tennisspieler
- Suhaimee Roman (* 1998), Fußballspieler
- Anwa A-Leemama (* 2000), Fußballspieler